# Burg Belmont
Die Burg Belmont ist die Ruine einer Felsenburg nordöstlich von Flims im schweizerischen Kanton Graubünden mit Sichtverbindung zur Burg Crap Sogn Parcazi.

## Lage
Die Anlage liegt auf 1420 m ü. M. im Wald zwischen Flims-Fidaz und der Alp Bargis auf einem etwa 50 m hohen Felsen, hoch über der Strasse von Trin nach Flims. Von der Burg aus waren sowohl das nahe Hohentrins als auch Hochjuvalt und Ortenstein im Domleschg sichtbar. Der Burgfelsen ist von einem Parkplatz aus in einer halben Stunde zu Fuss gut erreichbar. Der letzte Aufstieg erfolgt über einen steilen Weg auf der Nordseite, dessen Stufen zum Teil in den Fels geschlagen sind.

## Anlage

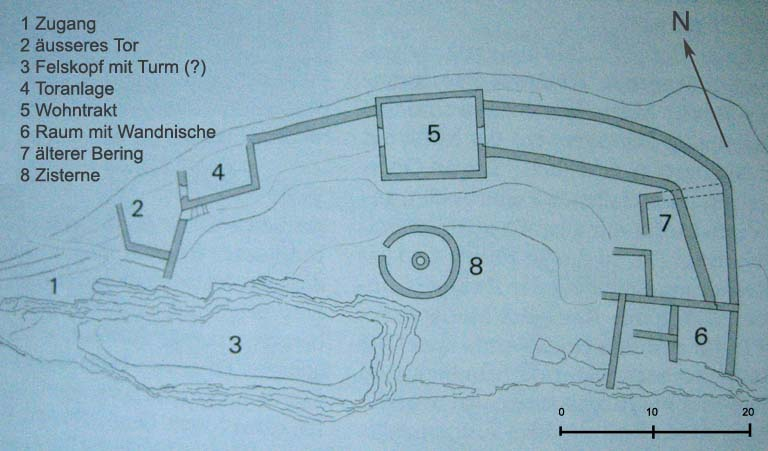
Plan der Anlage

1930 waren gemäss Erwin Poeschel von der ganzen Anlage nur noch geringe Mauerreste zu sehen. In den Jahren 1932 bis 1936 wurden der Grundriss ausgegraben und die Mauerreste gesichert.
Der Zugang führt über eine aufgemauerte Rampe auf ein Plateau mit einer Ausdehnung von ca. 70 auf 30 Meter. Darum herum zieht sich eine unregelmässig verlaufende Ringmauer, an welche sich die drei Hauptteile der Anlage anlehnten. Im Westen dürfte eine Toranlage gestanden haben, vielleicht mit Stallungen. Der mittlere Gebäudekomplex, von dem noch Mauerreste zu sehen sind, bestand aus einem Bau von ca. 10 auf 8 m mit je einer Tür an den Schmalseiten und diente wohl als Behausung.
Die Gebäude im Osten setzen sich aus verschiedenen Teilen zusammen, die in mehreren Phasen errichtet wurden und im Einzelnen nicht mehr erkennbar sind. Im südöstlichen Raum fanden sich Reste von Wandmalereien. Die Oberbauten bestanden wohl grösstenteils aus Holz.

In der Mitte der Anlage liegt eine grosse kreisförmige Filterzisterne. Das Mäuerchen darum herum diente als Fundament eines überdachten Aufbaus.
Auf dem etwa 10 m höher gelegenen Teil der Anlage, einer schmalen Felsrippe von ca. 30 m Länge und 10 m Breite, sind keine Spuren eines Gebäudes mehr erkennbar, jedoch ist nicht auszuschliessen, dass dort einmal ein Turm gestanden hat, eventuell aus Holz.

## Geschichte

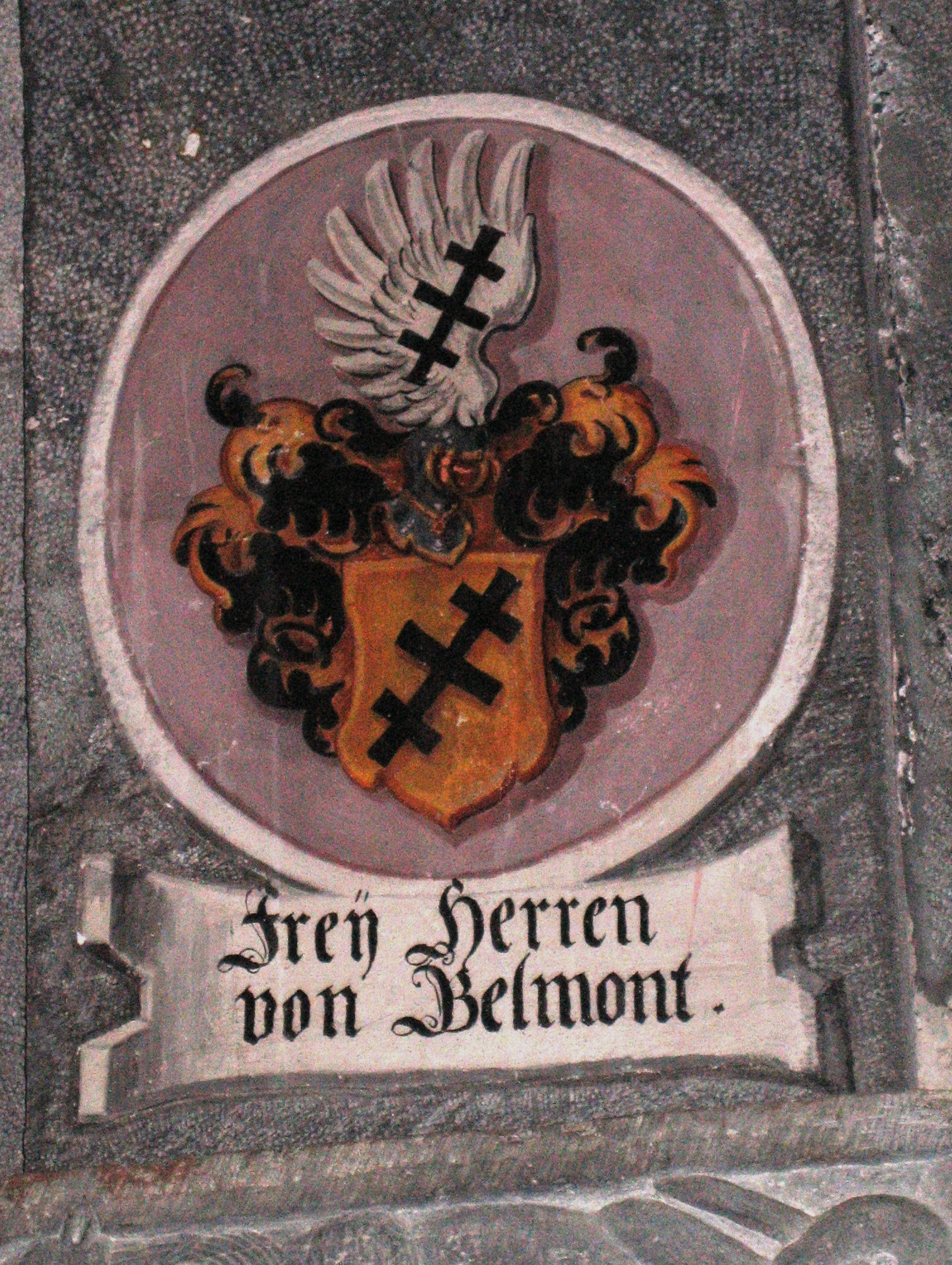
Wappen der Herren von Belmont

Die ältesten datierbaren Bodenfunde, unter anderem ein Stachelsporn, datieren aus der Zeit der Wende vom 10. zum 11. Jahrhundert. Es ist zu vermuten, dass die ältesten Teile der Anlage Belmont aus jener Zeit stammen. Obwohl die Anlage nachweislich bis ins 14. Jahrhundert hinein bewohnt war, wurde sie nach der Mitte des 12. Jahrhunderts nicht mehr wesentlich umgebaut. Dies lässt die Vermutung zu, dass die Besitzer ihren Hauptsitz in andere Burgen verlegt hatten.
Belmont war der Stammsitz der Familie gleichen Namens, die zum kleinen Kreis der edelfreien Herren des Vorderrheintales zählten und Güter in Flims, Vals und im Lugnez besassen. Der Name Belmont ist die lateinische/romanische Version des häufigen Namens Schönenberg. Die von Belmont erscheinen in den Urkunden erstmals in den Gamertinger Urkunden vom 22. Januar 1139 als Zeugen, erwähnt wird ein Lutefridus de Belmont. Mit diesen Verträgen besiegelte der Bischof von Chur den Kauf von verschiedenen Gütern im Oberengadin von den Grafen von Gamertingen.
Die Freiherren von Belmont waren verwandt mit den Freiherren von Vaz, eventuell auch mit den Taraspern. Sie stellten dem Bistum Chur Domherren und mit Konrad III. von Belmont 1273–1282 einen Bischof. Der älteste namentlich erwähnte rätische Student der Universität Bologna war ein Heinrich von Belmont. Mit Ulrich Walter von Belmont starb das Geschlecht 1371 aus. Über dessen Schwester Adelheid, verheiratet in 1. Ehe mit Heinrich von Rhäzüns, gelangte ein Teil der beträchtlichen Erbschaft an ihre Tochter Elisabeth von Rhäzüns, die Gemahlin des Caspar von Sax-Misox.
Urkundlich erwähnt wird die Burg Belmont erstmals 1380 anlässlich eines Tausches von Gütern der Elisabeth von Rhäzüns mit ihrem Cousin Brun von Rhäzüns. Elisabeth behielt sich vor ...den buhel (Hügel) und daz burgstal ze Belmunt und daz gericht ze Flyms … sowie alle Eigenleute, ..die zuo der selben burg ze Belmunt wilend gehorten… Die Burg dürfte jedoch damals bereits verlassen gewesen sein.
Anhaltspunkte für eine gewaltsame Zerstörung, etwa während der Belmonter Fehde von 1352 oder Brandspuren gibt es nicht. Denkbar ist, dass ein Erdbeben 1356 oder 1358, den Zerfall der Burg beschleunigte. 1461 wird die Anlage noch einmal erwähnt: In einem Schiedsspruch über die Grenze zwischen Flims und Trin heisst es … hinder dem burgstal Belmunt.

## Galerie

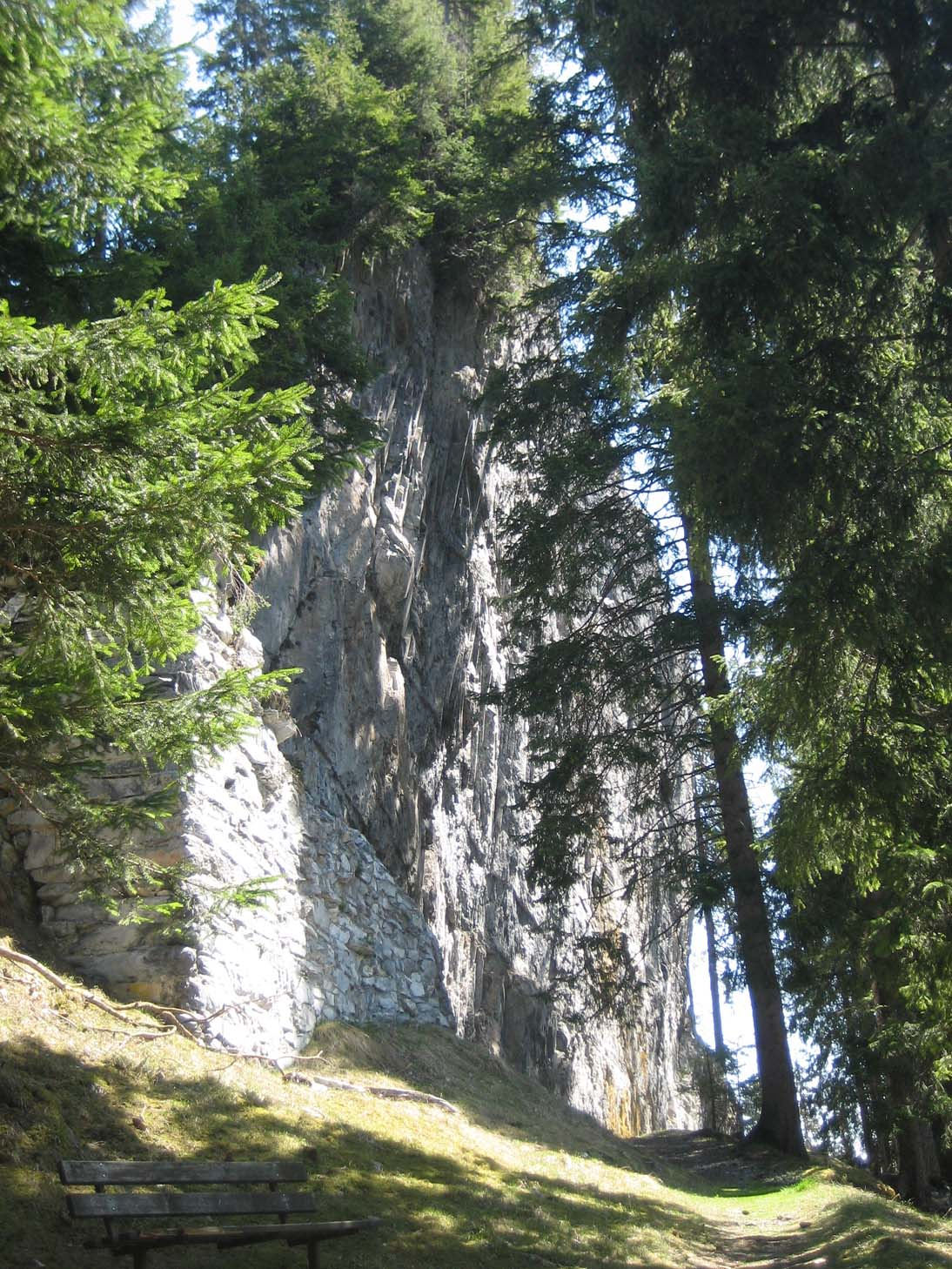
Gemauerter Aufgang zur Anlage Belmont
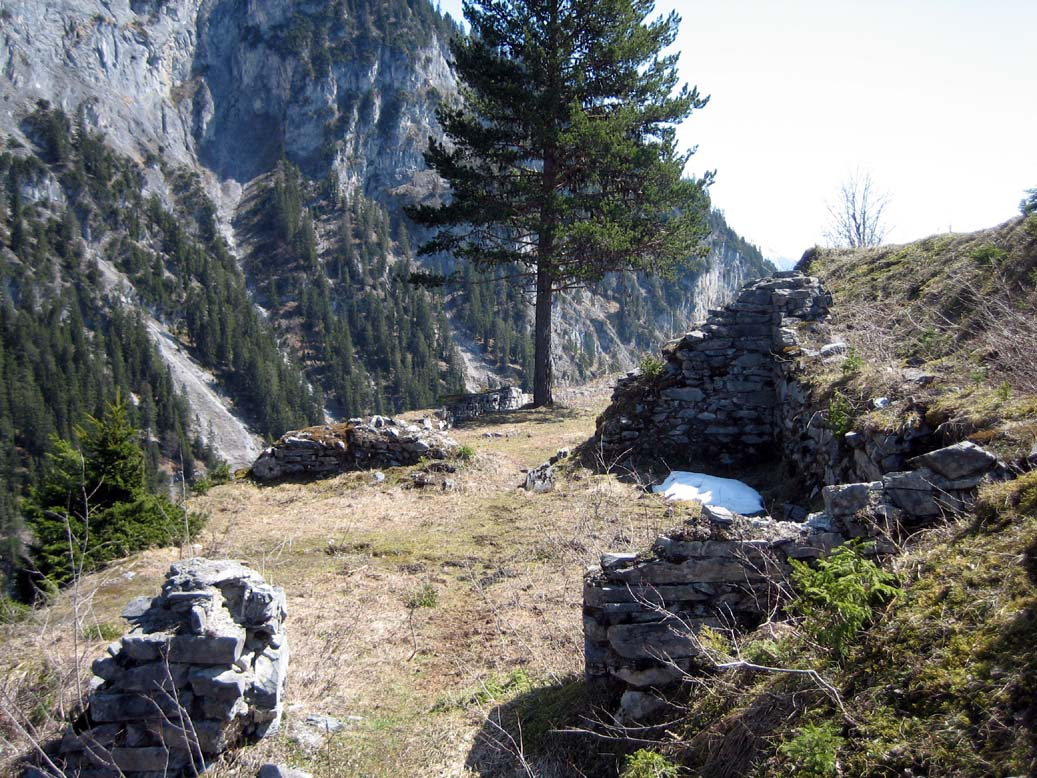
Wohntrakt
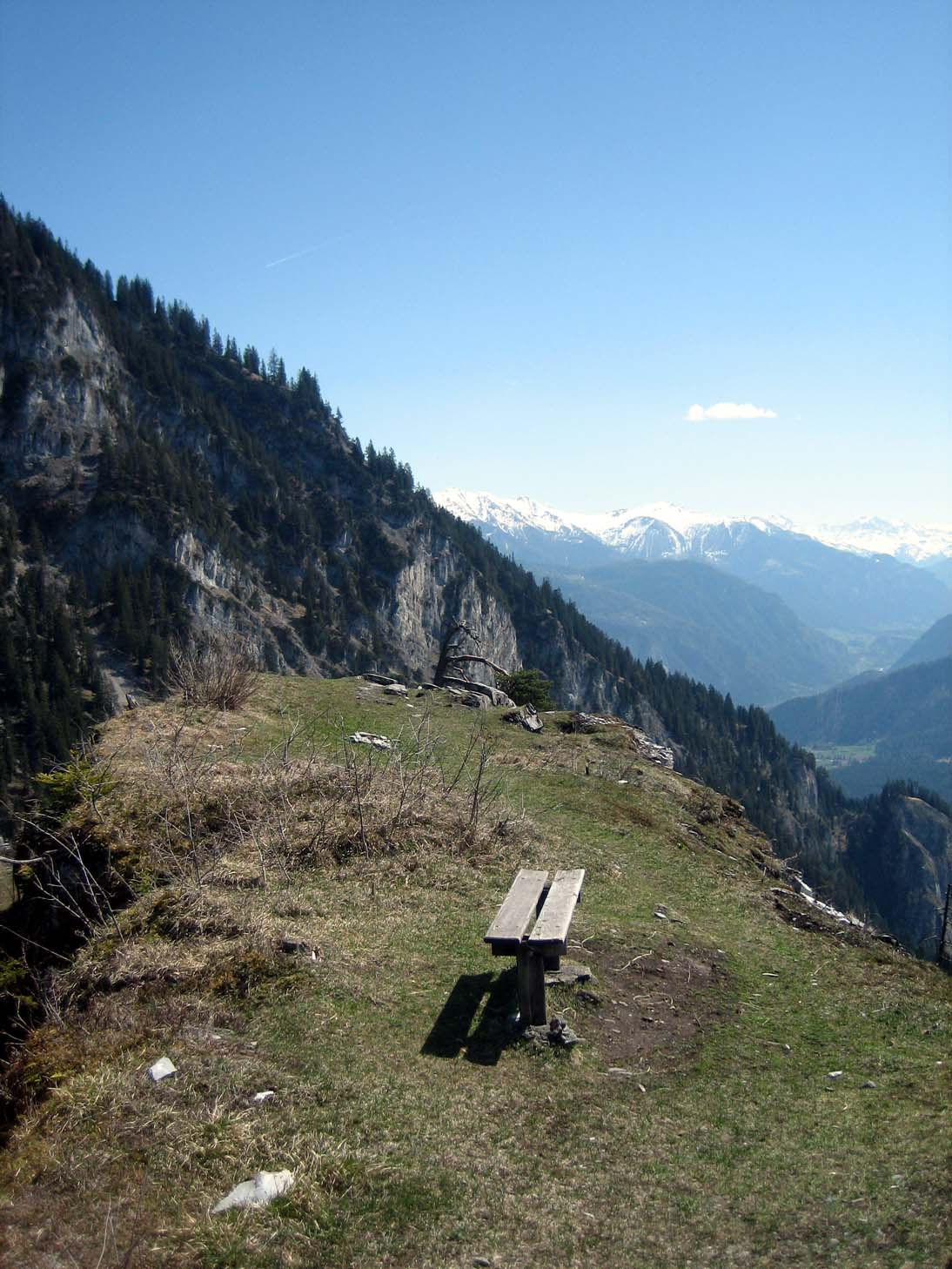
Oberster Felskopf, im Hintergrund das Domleschg mit weiteren Burgen
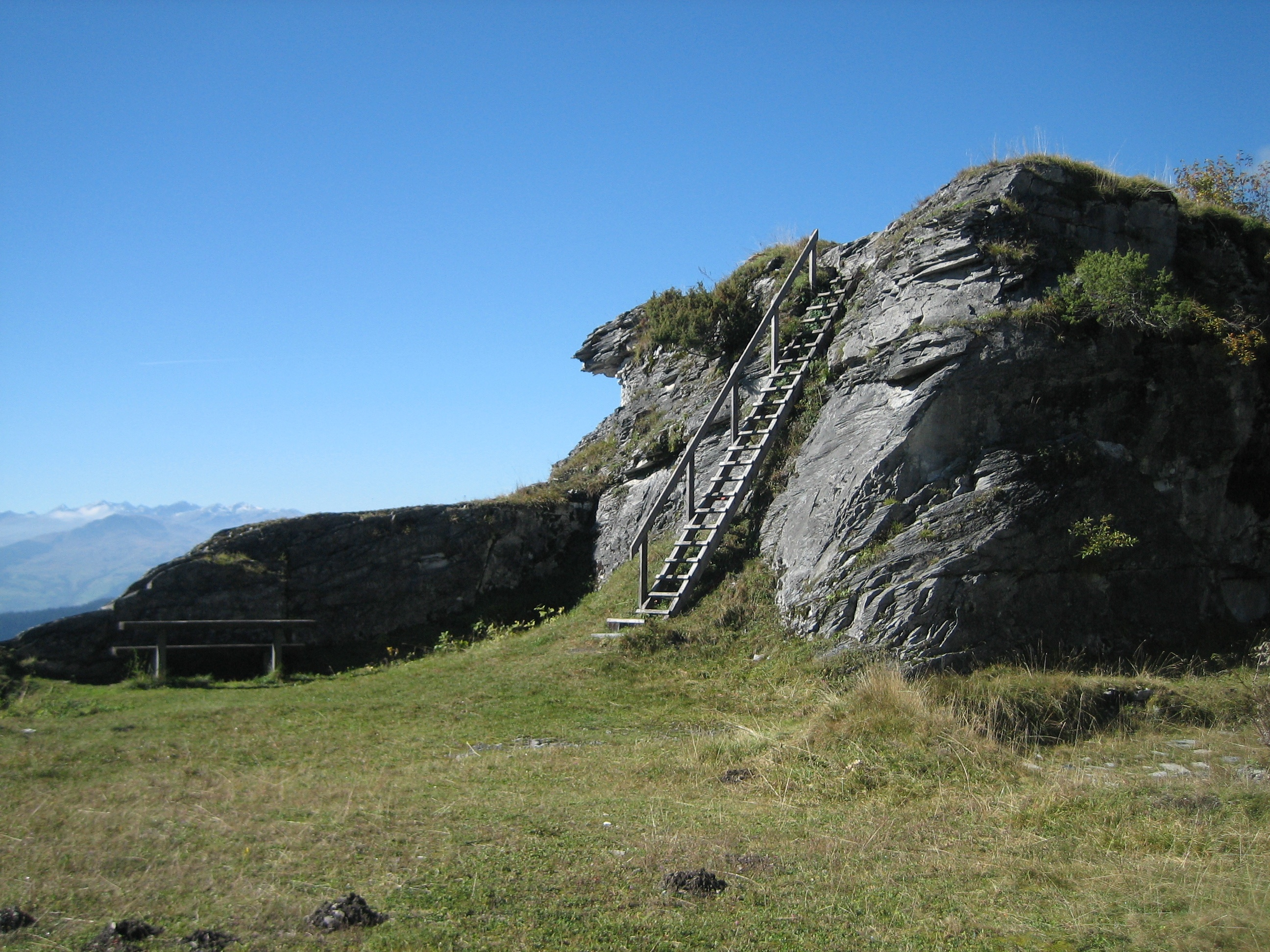
Aufstieg zum Felskopf
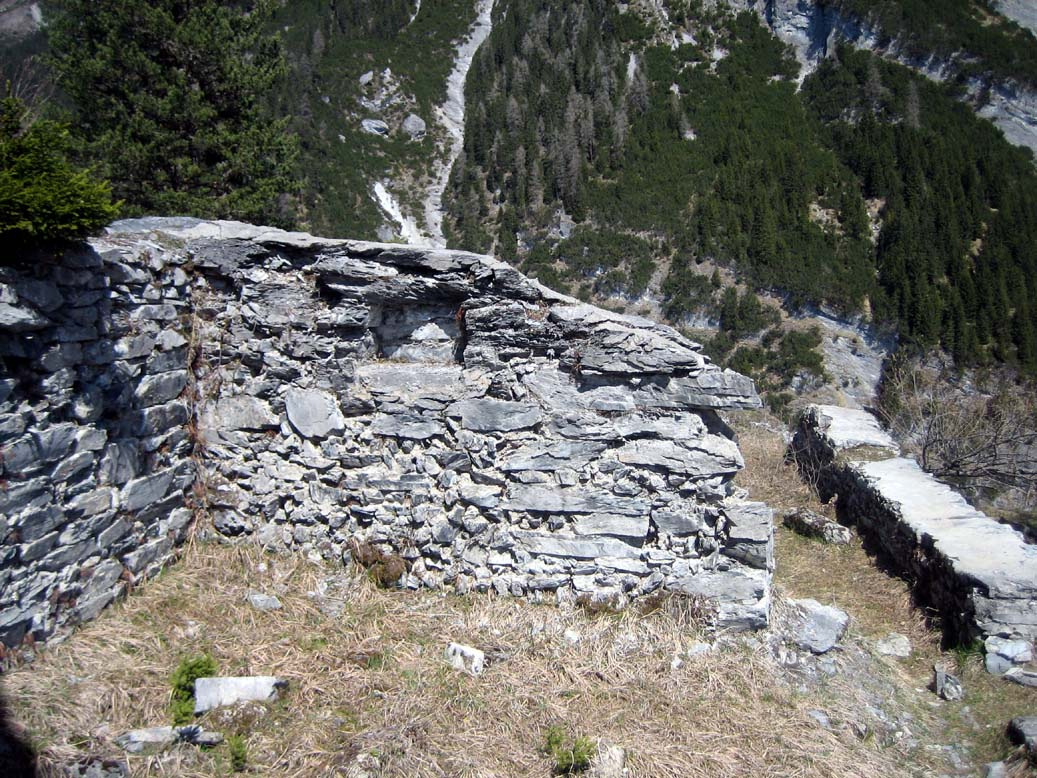
Raum mit Wandnische
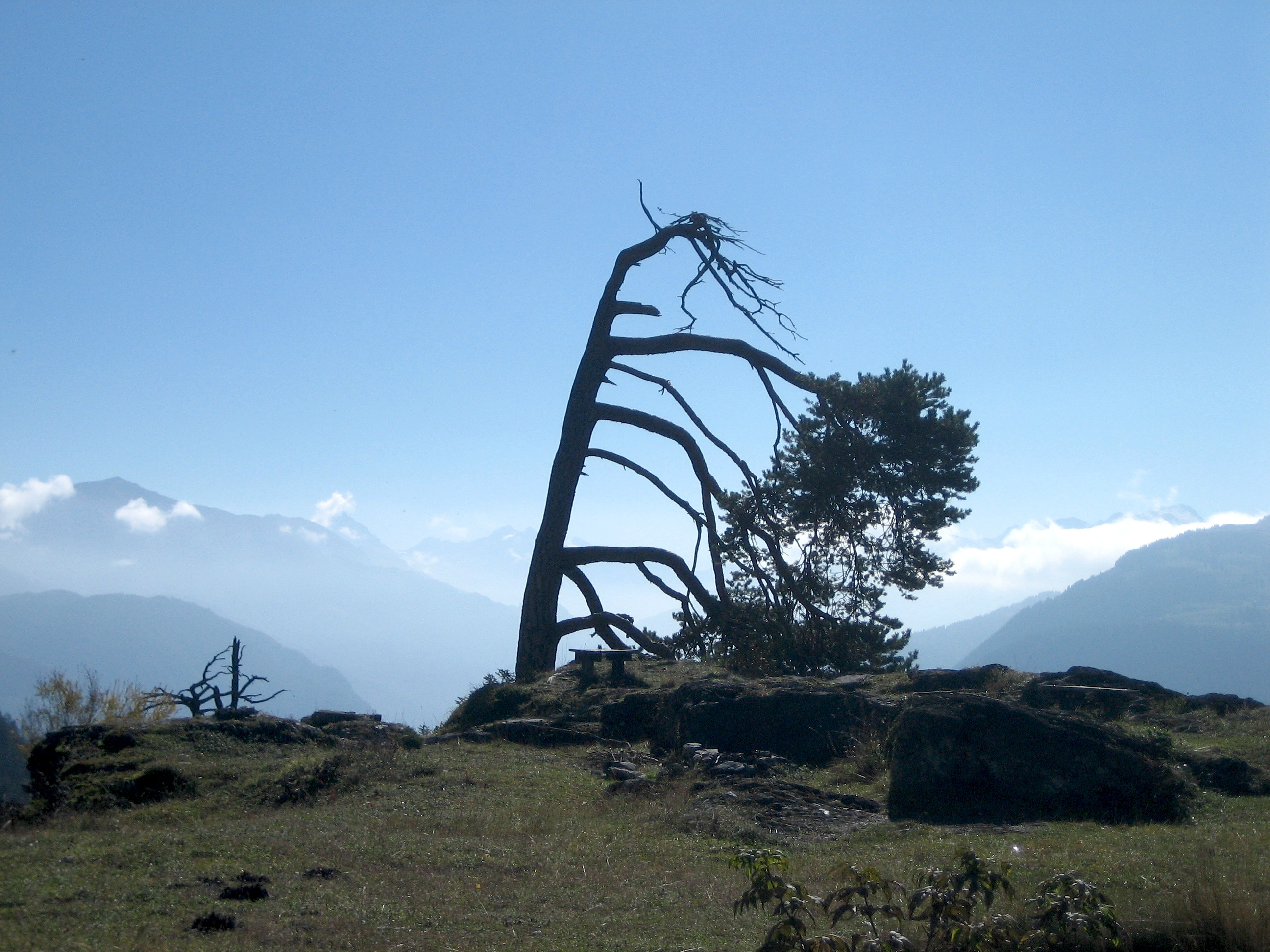
Blick nach Süden
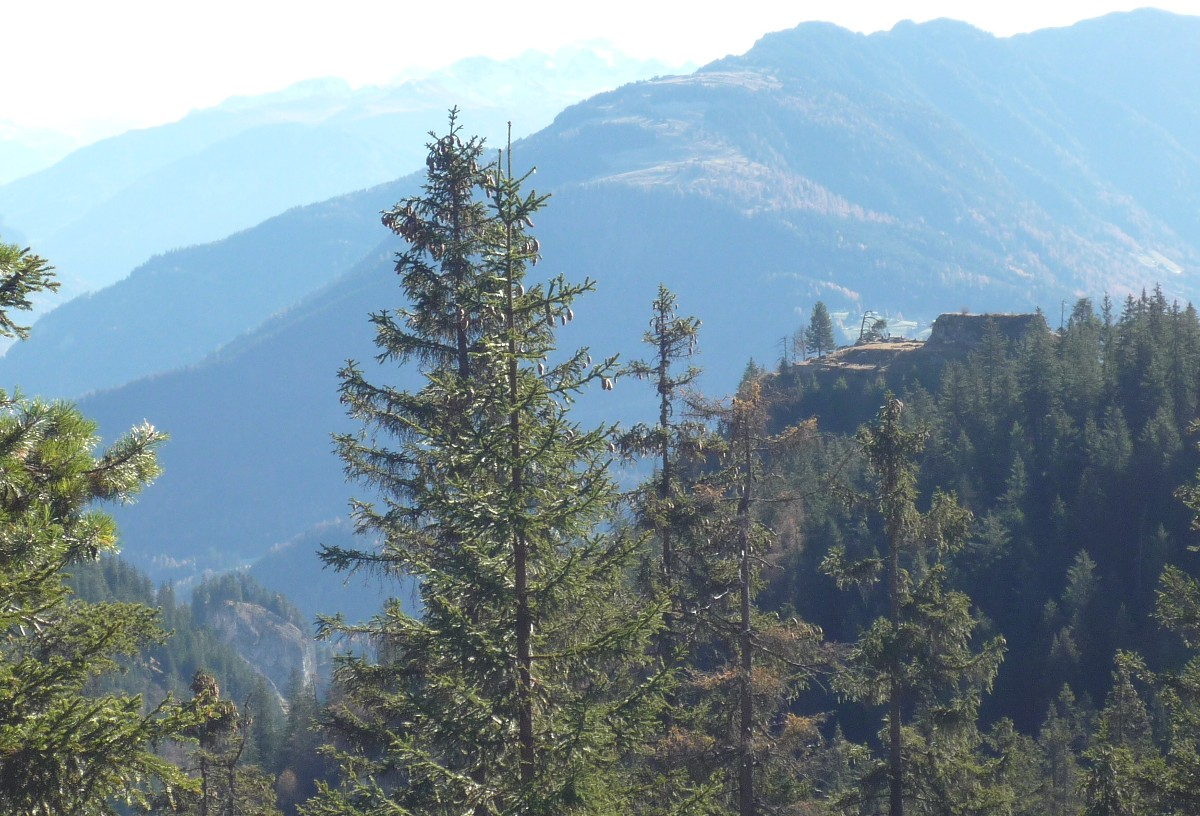
Die Plattform auf dem Burgfelsen von Norden, links sieht man den tiefer gelegenen Felsen von Hohentrins.